# This Is Menace
This Is Menace — британская метал-группа, образованная в 2004 году.

## История
Группа была сформирована басистом Марком Клейденом и барабанщиком Джейсоном Боулдом во время перерыва в работе их предыдущей группы Pitchshifter. Группа выпустила свой ограниченный EP Collusion в 2005 году. Вскоре после этого группа выпустила свой дебютный альбом No End in Sight в 2005 году.
Группа выпустила свой второй альбом The Scene Is Dead в 2007 году вместе с DVD Emotion Sickness с живыми выступлениями и сегментом «создание». В 2008 году проект был закрыт.
В 2020 году участники Pitchshifter в социальных сетях объявили о выпуске последнего альбома This Is Menace под названием isM. Альбом представляет собой сборник песен из двух предыдущих альбомов с одной дополнительной неизданной песней под названием «Redisposed».

## Состав
- Джейсон Боулд — ударные, соло-гитара, вокал на ритм-гитаре
- Марк Клейден — бас, соло-гитара, ритм-гитара, вокал
- Ли Эринмез — бас
- Пол Флетчер — гитара
- Джеральд Уолтон — гитара
- Оуэн Паккард — гитара

## Дискография
- No End in Sight (2005)
- The Scene Is Dead (2007)
- isM (2020)
- Collusion (2005)
- Emotion Sickness (2007)

## Работа
Обложка альбома This Is Menace и DVD от DOSE-productions.

## Использованная литература
- «Metal Supergroup This is Menace Release Final Record and Bury Their DNA». 28 October 2020.